# Horace White

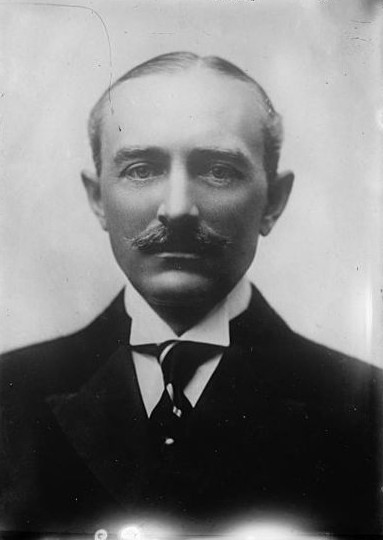
Horace White

Horace White (* 7. Oktober 1865 in Buffalo, New York; † 26. November 1943 in New York City) war ein US-amerikanischer Politiker und von 1910 bis 1911 Gouverneur des Bundesstaates New York.

## Frühe Jahre und politischer Aufstieg
Horace White besuchte bis 1887 die Cornell University und studierte dann bis 1889 an der Columbia University Jura. Nach seiner Zulassung als Rechtsanwalt eröffnete er zusammen mit drei Partnern eine Gemeinschaftskanzlei in Syracuse. Politisch wurde er Mitglied der Republikanischen Partei. Zwischen 1896 und 1908 saß Horace White im Senat von New York.

## Gouverneur von New York
Zwischen 1909 und 1910 war White als Vizegouverneur Stellvertreter von Gouverneur Charles Evans Hughes. Nachdem dieser am 6. Oktober 1910 zurückgetreten war, um eine Richterstelle am Obersten Bundesgericht zu übernehmen, musste White die angebrochene Amtszeit als Gouverneur beenden. Das waren in diesem Fall knapp drei Monate, vom 6. Oktober 1910 bis zum 1. Januar 1911. An diesem Tag trat dann der neu gewählte John Alden Dix seine Nachfolge an.
Nach dem Ende seiner kurzen Zeit als Gouverneur arbeitete Horace White wieder als Rechtsanwalt. Später gab er auch die Zeitung Post Standard in Syracuse heraus. Von 1899 bis 1903 war er Chefredakteur der New York Evening Post. Von 1916 bis 1943 war er Kurator der Cornell University. Der mit Jane Lines Denison verheiratete Ex-Gouverneur verstarb im November 1943 und wurde in Syracuse beigesetzt.